# Tabernakel (Bernardswiller)

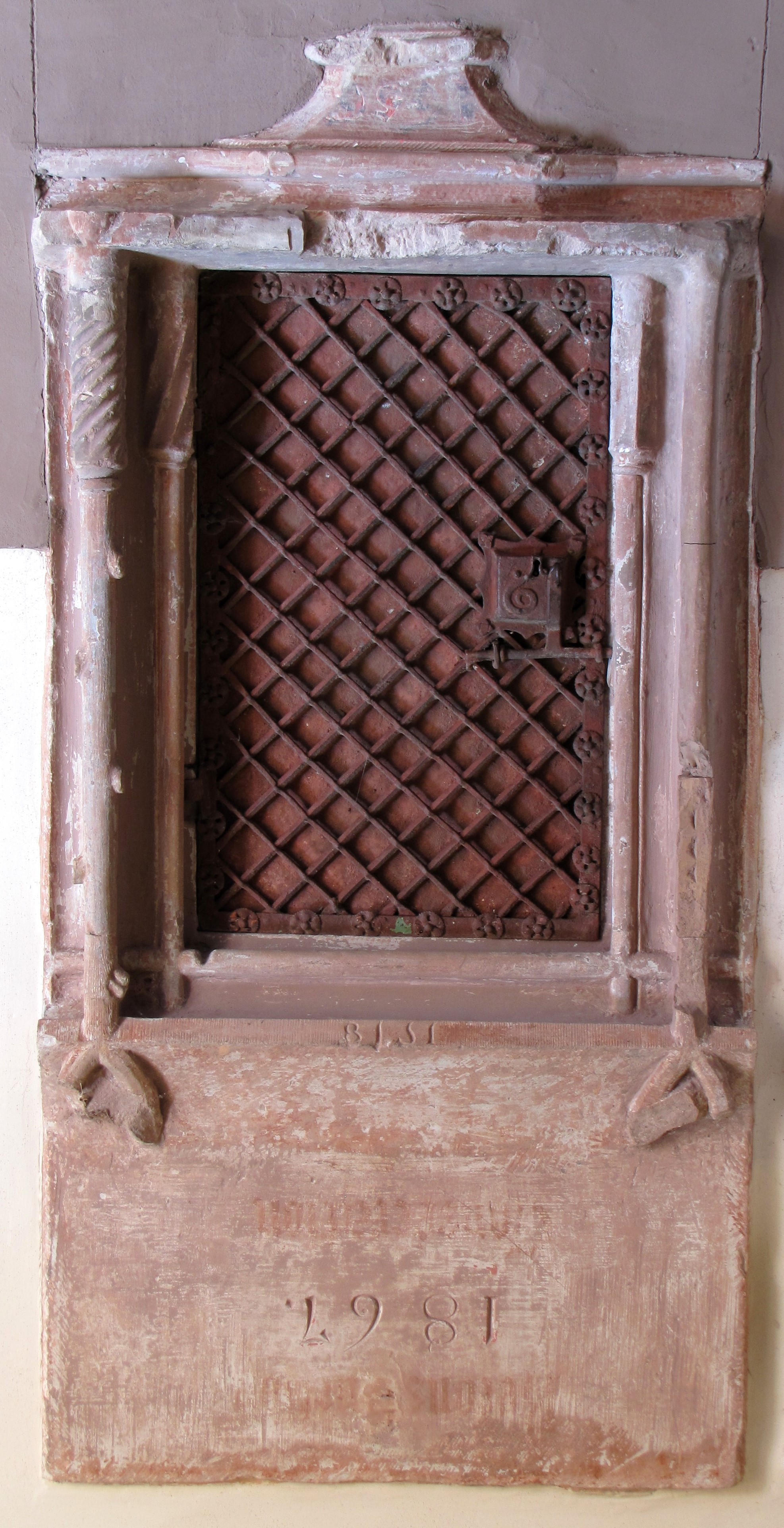
Tabernakel in Bernardswiller

Der Tabernakel in der Kirche Notre-Dame-de-l’Assomption in Bernardswiller, einer französischen Gemeinde im Département Bas-Rhin der Region Grand Est (bis 2015 Elsass), wurde 1518 geschaffen. Im Jahr 1981 wurde der spätgotische Tabernakel als Monument historique in die Liste der geschützten Objekte (Base Palissy) in Frankreich aufgenommen.
Der 1,52 Meter hohe und 73 cm breite Tabernakel aus Sandstein stammt aus der alten Kirche, die nach dem von 1865 bis 1867 erfolgten Bau der Kirche Notre-Dame-de-l’Assomption abgerissen wurde. 
Die Jahreszahl 1518 steht auf dem Kopf gestellt unter der schmiedeeisernen Tür. Beim Einbau des Tabernakels wurde ebenfalls auf dem Kopf stehend die Jahreszahl 1867 hinzugefügt.